# Université de Pau et des pays de l'Adour
L’université de Pau et des pays de l’Adour (UPPA) est un établissement supérieur français multi-sites fondé en 1970 et basé dans le bassin et les pays de l'Adour ; à Pau mais aussi à Bayonne et Anglet dans les Pyrénées-Atlantiques, à Tarbes dans les Hautes-Pyrénées et à Mont-de-Marsan dans les Landes. Elle dépend de l'académie de Bordeaux.
Elle prépare, avec ses 900 personnels enseignants, environ 13 000 étudiants à l'obtention de près de 120 diplômes, en formation initiale, professionnelle, continue ou en alternance. Elle accueille également chaque année plus de 1 900 étudiants étrangers. Avec 129 accords de coopération inter-universitaire et 193 université partenaires Erasmus, elle participe à des échanges d'étudiants, d'enseignants et de chercheurs au niveau international. De par sa proximité géographique avec l'Espagne, l'UPPA développe des coopérations universitaires avec l'université de Saragosse, l'université du Pays basque et l'université publique de Navarre, aussi bien dans le domaine de l’enseignement que de la recherche.
19 équipes de recherche, 24 chaires de recherche et 6 laboratoires communs font de l'UPPA un acteur important du développement scientifique et économique dans le sud aquitain en association avec des organismes nationaux (CNRS, INRAE, INRIA…) et internationaux mais également avec des partenaires institutionnels et industriels.
Labellisée Investissements d'avenir puis France 2030, l'Université de Pau et des pays de l'Adour est reconnue par l'État français comme « université d'excellence » avec :
- le label I-SITE[7] avec le projet E2S[8] (Solutions pour l'Énergie et l'Environnement), porté par le consortium UPPA, INRAE, INRIA, CNRS, obtenu en 2017[9],[10] et pérennisé en 2022[11] ;
- le label Nouveau Cursus à l'université (NCU) avec le projet Spécialisation Progressive et Accompagnée des Cursus Étudiants (SPACE)[12], en 2018[13].

## Histoire

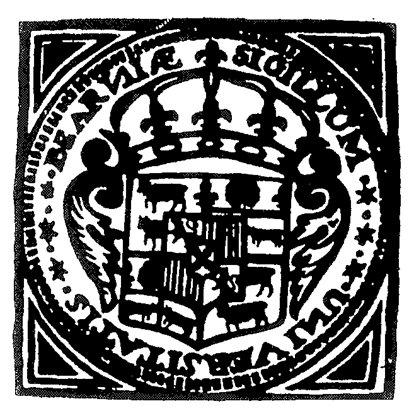
Sceau de l'Universitas Berniae : I et 4 vaches de Béarn, 2 et 3 les pals accompagnés d'une vache affrontée et surmontée d'un paon, symboles de la ville de Pau ; brochant sur le tout les armes du duc de Gramont, gouverneur de la province et protecteur de l'université.

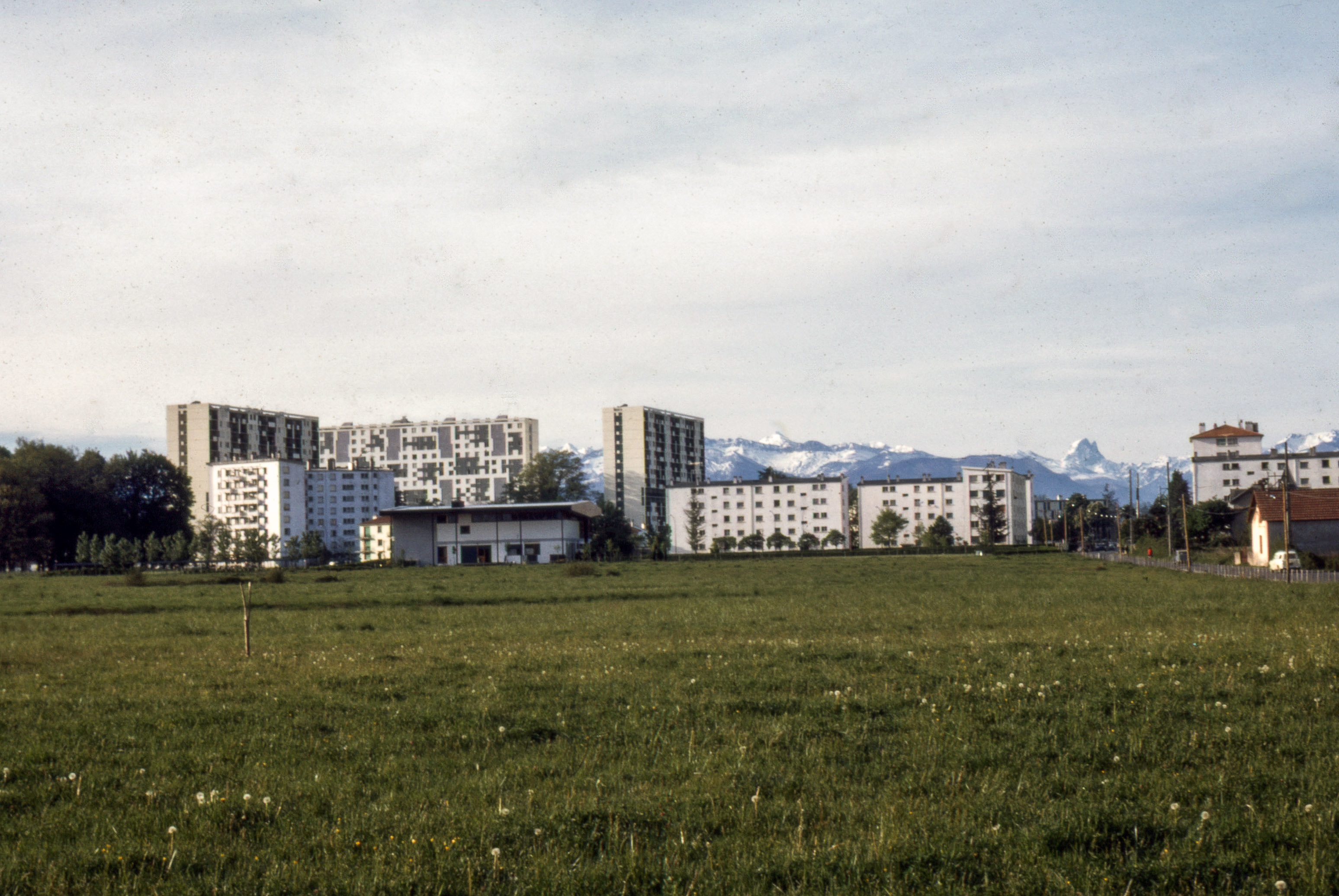
Le campus de Pau en 1965.

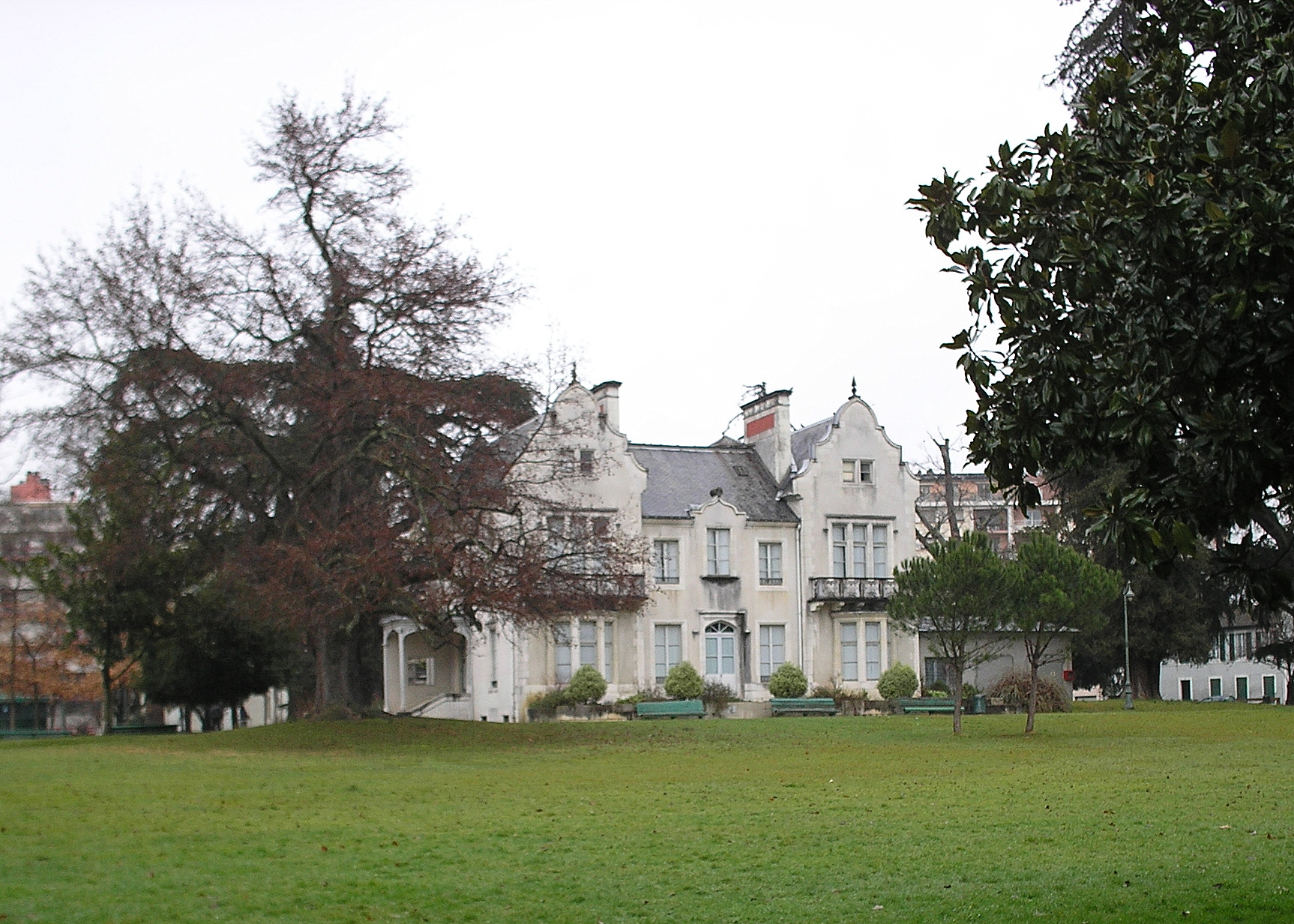
Villa Lawrance.

La ville de Pau possède une longue tradition universitaire qui remonte au XVIe siècle, avec la création d'un collège des Arts en 1549, puis d'une académie protestante en 1564. Cette académie est transformée en université en 1583 mais est fermée lors du rattachement du Béarn à la France en 1620. Un siècle plus tard en 1722, une Universitas Berniae, composée de facultés d'arts, de droit et de théologie, est créée. Elle disparaît comme tous les établissements français le 15 septembre 1793 avec la révolution française. Plus tard en 1809, lors de la fondation d'une université napoléonienne, une nouvelle académie est constituée à Pau. Elle est supprimée en 1848 par la IIe République,.
En 1946, Pau accueille une antenne de droit de l'université de Bordeaux sous le nom d'Institut d’études juridiques et économiques, dans la villa Lawrance, au centre de la ville avec 67 élèves. En parallèle, des cours d'été sont proposés pour les étrangers à l'initiative de l'inspecteur Pierre Dudouit, pionnier et gestionnaire de la mise en place de l'université de Pau. Elle a été créée par Robert Poplawski (doyen de 1947 à 1953) et par Henri Vizioz. Douze ans plus tard, l'institut des lettres et sciences humaines est créé et s'installe dans la villa Formose. La ville fait également l'acquisition cette même année de la propriété Lassence pour y créer un campus. Il s'agit de la localisation du campus actuel. L'année suivante, un collège scientifique est créé et accueille ses élèves sur le campus.
L'université de Pau et des pays de l'Adour, dans sa forme actuelle, est créée par un décret présidentiel de 1970, alors que Louis Sallenave est maire de Pau. Elle se regroupe autour de trois unités d'enseignement et de recherche : droit et sciences économiques, lettres et sciences humaines, et sciences exactes et naturelles, puis d'une 4e : l'institut universitaire de recherche scientifique (IURS puis CURS),. L'année suivante, le bâtiment de l'unité d'enseignement et de recherche (UER) des lettres et sciences humaines est construit. L'année 1975 voit l'apparition de l'institut universitaire technologique (IUT) des pays de l'Adour à Bayonne avec un département GEA. En 1977, c'est au tour des bâtiments des UER de droit et de sciences économiques d'être bâtis. En 1984, un département informatique est créé à l'IUT de Bayonne. L'année suivante, les UER sont renommées unités de formation et de recherche (UFR). Une 5e UFR est créée à Bayonne : il s'agit de l'UFR pluridisciplinaire de Bayonne-Anglet-Biarritz. L'IUT des pays de l'Adour arrive à Pau, avec un département génie thermique et énergie. Enfin, l'Institut de biocénotique expérimentale et des agrosystèmes (IBEAS). En 1987, l'institut pluridisciplinaire de recherche appliquée (IPRA) est créé. Il s'agit d'un laboratoire CNRS qui se développe autour des géo-ressources, de la transition énergétique, de la construction écoresponsable et de l'aéronautique. L'année suivante, un nouveau laboratoire est construit : l'institut de recherche sur les sociétés et l’aménagement montagnard (IRSAM).
En 1990, l'université aménage l'institut de formation et de recherche (IFR). En 1991, est créée l'école nationale supérieure en génie des technologies industrielles (ENSGTI). La même année, l'institut d'administration des entreprises Pau-Bayonne (IAE), qui a été créé en 1963, est rattaché à l'UPPA. Des locaux en extension de l'UFR droit économie, gestion sont également construits. L'année suivante, le 2d département de l'IUT des pays de l'Adour est créé : Statistique et informatique décisionnelle (STI2D). En 1993, l'IUT de l'UPPA est divisé en l'IUT des pays de l'Adour à Pau et l'IUT de Bayonne-Pays basque à Bayonne. La même année, une antenne de l'IUT des pays de l'Adour est créée à Mont-de-Marsan avec les départements de biologie appliquée puis de télécommunications et réseaux en 1997. En 1994, la maison de la présidence est construite. Deux ans plus tard, le département des sciences et techniques des activités physiques et sportives (STAPS) est fondé à Tarbes (qui même sans être en région Aquitaine, fait partie des pays de l'Adour), afin de désengorger les facultés de Bordeaux et de Toulouse. L'institut supérieur aquitain du bâtiment et des travaux publics (ISA BTP) est créé à Anglet et est un département de l'UFR Sciences et Techniques proposant une formation d'ingénieurs en bâtiment et travaux publics. Cette décennie a aussi vu la construction du campus de Montaury à Anglet. La mise en service des bâtiments est faite en 1999, notamment une antenne côte basque de l'UFR Sciences et techniques est créée à Anglet, avant de devenir un UFR à part entière en 2002.
En 2003, la maison de l'étudiant de Pau est créée. En 2008 débute les constructions du bâtiment du département sciences et génie des matériaux de l'antenne de Mont-de-Marsan de l'IUT des pays de l'Adour. La même année, le nouveau campus de la Nive à Bayonne, bâti sur un ancien site militaire, est inauguré. En 2014, l'ISA BTP devient une école interne de l'UPPA.
Depuis janvier 2018, l'UPPA est organisée en trois collèges, :
- Collège EEI : études européennes et internationales, qui comprend l'UFR pluridisciplinaire de Bayonne et l'IAE,
- Collège SSH : sciences sociales et humanités, qui regroupe l'UFR lettres, langues, sciences humaines et sport (LLSHS) avec l'UFR de droit, économie et gestion (DEG),
- Collège STEE : sciences et technologies pour l'énergie et l'environnement, qui comprend les UFR sciences et techniques de Pau et d'Anglet, l'ENSGTI, l'ISA BTP ainsi que les deux IUT, des pays de l'Adour et de Bayonne.

### Historique des présidents
| Identité                                  | Période          | Période          | Durée                      |
| Identité                                  | Début            | Fin              | Durée                      |
| ----------------------------------------- | ---------------- | ---------------- | -------------------------- |
| Maurice Descotes (1923 - 2000)            | 1971             | 1973             | 2 ans                      |
| Jean Deschamps (1925 - 1998)              | 1973             | 1976             | 3 ans                      |
| Daniel Levier (d) (né en 1935)            | 1976             | 1982             | 6 ans                      |
| Franck Métras (d) (né en 1936)            | 1982             | 1988             | 6 ans                      |
| Jean-Louis Gout (d) (né en 1944)          | 1988             | 1993             | 5 ans                      |
| Claude Laugénie (d) (1938 - 2008)         | 1993             | 1998             | 5 ans                      |
| Jean-Louis Gout (d) (né en 1944)          | 1998             | 2003             | 5 ans                      |
| Jean-Michel Uhaldeborde (d), (né en 1948) | 2003             | 2008             | 5 ans                      |
| Jean-Louis Gout (d) (né en 1944)          | 2008             | 2012             | 4 ans                      |
| Mohamed Amara (né en 1953)                | 2012             | 2020             | 8 ans                      |
| Laurent Bordes, (né en 1967)              | 1er janvier 2021 | 31 décembre 2024 | 3 ans, 11 mois et 30 jours |
| Jean-Michel Verdier (d) (né en 1958)      | 1er janvier 2025 | 17 avril 2025    | 3 mois et 16 jours         |
| Laurent Bordes (né en 1967)               | 18 avril 2025    | En cours         | 3 mois et 28 jours         |

## Structure
Conformément au code de l'éducation qui fixe l'organisation légale des universités publiques en France, l'UPPA rassemble plusieurs composantes. On trouve d'une part les unités de formation et de recherche (UFR) et d'autre part les instituts et écoles.

### Unités de formation et de recherche
- L'UFR Droit, économie, gestion, à Pau et Mont-de-Marsan,
- L'UFR Lettres, langues, sciences humaines et sport, situé à Pau et Tarbes,
- L'UFR Sciences et techniques de Pau,
- L'UFR pluridisciplinaire de Bayonne-Anglet-Biarritz,
- L'UFR Sciences et techniques de la Côte Basque, à Anglet.

### Écoles et instituts
- L'école nationale supérieure en génie des technologies industrielles (ENSGTI), une école d'ingénieurs basée à Pau,
- L'institut supérieur aquitain du bâtiment et des travaux publics (ISA BTP), une école d'ingénieurs localisée à Anglet,
- L'institut d'administration des entreprises Pau-Bayonne, une école universitaire de management située à Pau et à Bayonne,
- L'institut universitaire technologique (IUT) de Bayonne-Pays basque, basé à Bayonne,
- L'IUT des pays de l'Adour, situé à Pau et Mont-de-Marsan.

## Campus

### Pau

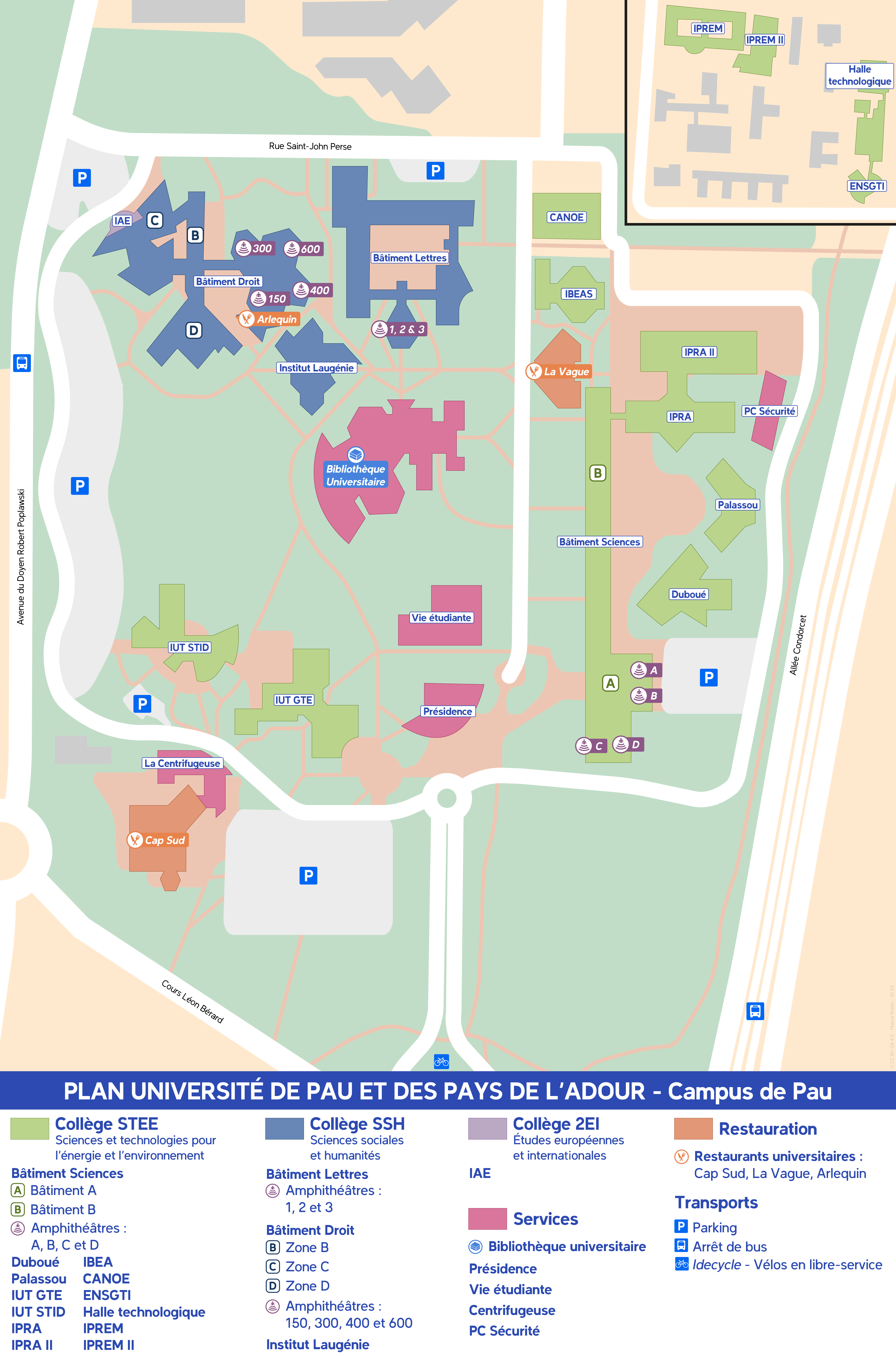
Plan de l'Université de Pau et des pays de l'Adour (campus de Pau).

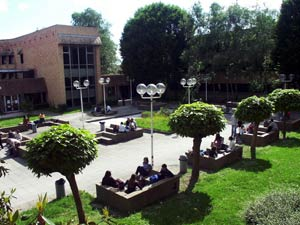
Le patio à Pau.

Avec plus de 8 600 étudiants, plus de 600 enseignants et 480 personnels administratifs, techniciens et ingénieurs, le campus de Pau est le plus grand campus de l'université de Pau et des pays de l'Adour. Il est situé au nord de la ville, à environ 20 minutes de marche du centre-ville, tout en restant dans les limites urbaines. Il est encadré par l'avenue de l'Université-cours Léon-Bérard-boulevard Tourasse au Sud, l'avenue du Doyen-Poplawski à l'Ouest, la rue Audrey-Benghozi et le boulevard Lucien-Favre au Nord et par les allées Condorcet à l'Est.
Il y a trois unités de formation et de recherche (UFR) sur le campus de Pau : Lettres, Droit et Sciences. Ces UFR proposent des licences, des licences professionnelles, des diplômes universitaires (DU), des masters et des doctorats.
L'UFR Lettres, langues et sciences humaines est composé des départements d'anglais, d'espagnol, d'histoire, d'histoire de l'art, de géographie et aménagement, de langues étrangères appliquées (LEA), de sociologie et de lettres.
L'UFR Droit, économie et gestion dispense des enseignements en droit, en économie et gestion et en administration économique et sociale (AES). Il dispose également d'un institut d'études judiciaires permettant aux étudiants de préparer le concours de magistrat, les concours de greffier et directeur des services de greffe judiciaires, le concours de commissaire des armées et l'examen d'entrée à l'école d'avocats. Depuis plusieurs années, l'UFR Droit et le tribunal administratif de Pau organisent une journée d'étude et de formation, sur des thématiques juridiques d'actualité.
Enfin, l'UFR Sciences et techniques enseigne l'informatique, la biologie, la chimie, les mathématiques, la physique ou les géosciences à ses élèves.
L'institut universitaire technologique (IUT) des pays de l'Adour permet d'obtenir les diplômes universitaires de technologie (DUT) Génie thermique et énergie (GTE) et Statistique et informatique décisionnelle (STID), ainsi que les licences professionnelles Métiers de l'énergétique, de l'environnement et du génie climatique et Métiers du décisionnel et de la statistique.
L'école nationale supérieure en génie des technologies industrielles (ENSGTI) est une école d'ingénieurs publique habilitée par la commission des titres d'ingénieur (CTI) et membre de l'INP de Bordeaux, recrutant à bac+2 et formant des ingénieurs en génie des procédés et génie énergétique. Elle accueille aussi une classe préparatoire intégrée en deux ans qui permet d'intégrer sur contrôle continu l'une des 20 écoles d'ingénieurs de chimie et de génie des procédés de la fédération Gay-Lussac, dont elle-même,.
L'institut d'administration des entreprises Pau-Bayonne, une école universitaire de management, possède une antenne sur le campus de Pau. Elle propose des licences professionnelles, des masters et des doctorats dans les domaines du management international et de la gestion (comptabilité, contrôle de gestion, audit, marketing, etc.).
Plusieurs services sont présents : le centre des ressources informatiques fournit l'accès a internet, appelé uppawifi, disponible dans tout le campus pour tous les étudiants équipés d'un ordinateur portable. Une équipe s'occupe de la maintenance des bâtiments et des espaces verts du campus. Le pôle ARTICE (Accompagnement et Ressources aux TICE) est un service fournissant une assistance multimédia. Un service central de reprographie est aussi fourni.
Il y a trois bibliothèques universitaires spécialisées sur le campus. Une pour l'UFR de sciences, une en sciences humaines et une autre commune aux UFR de droit.

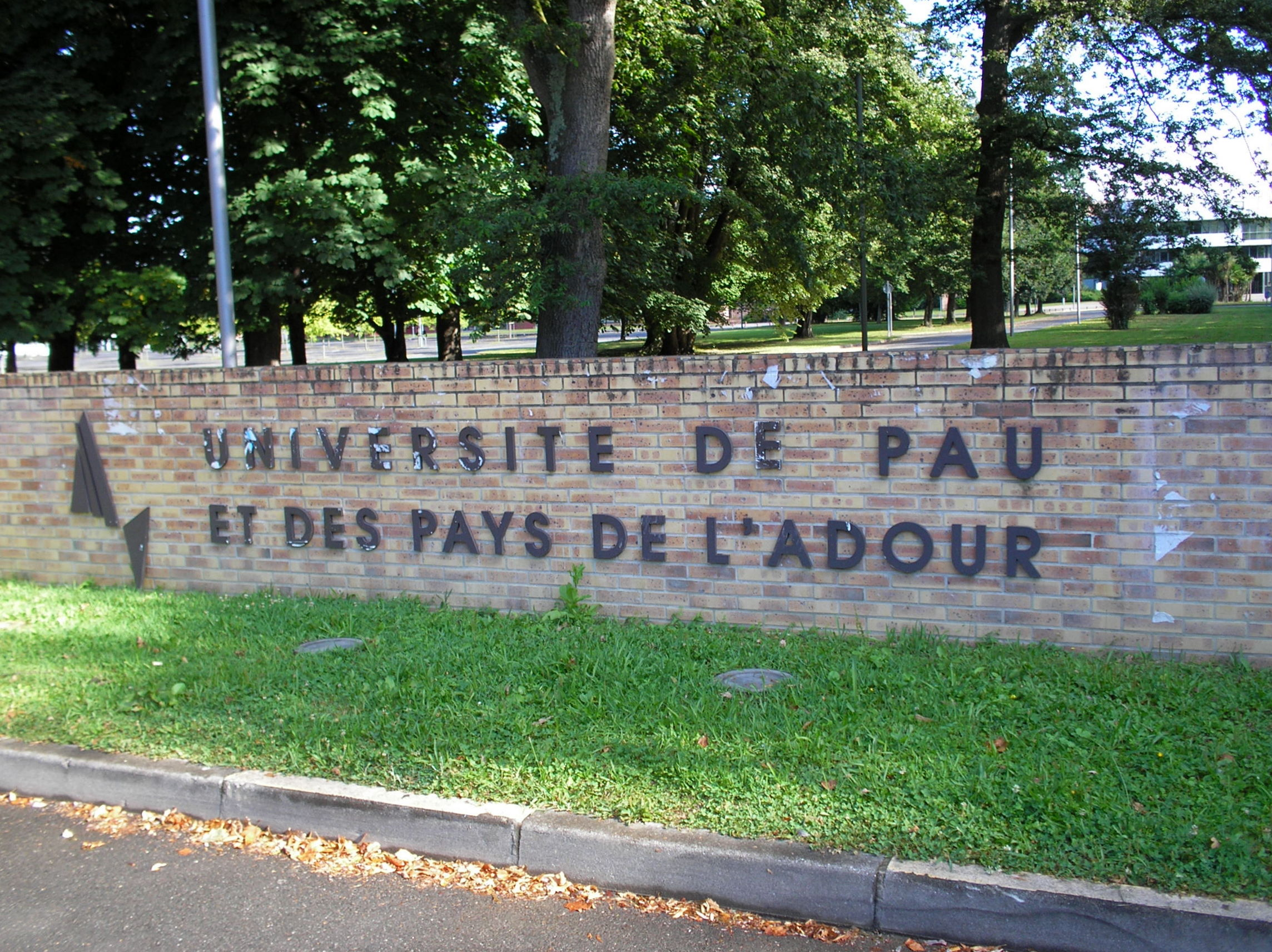
L'entrée sud de l'université.
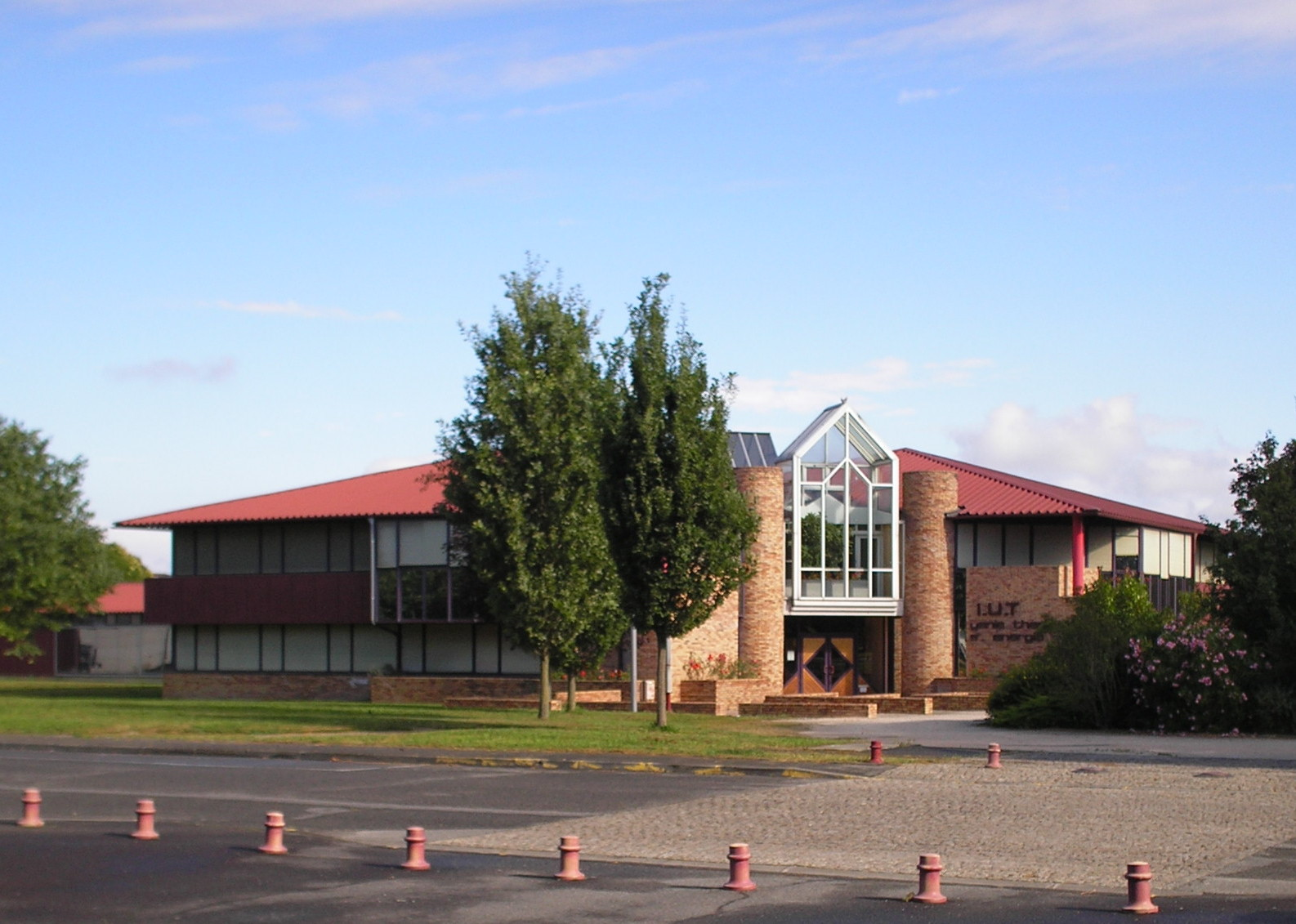
L'IUT Pays de l'Adour.
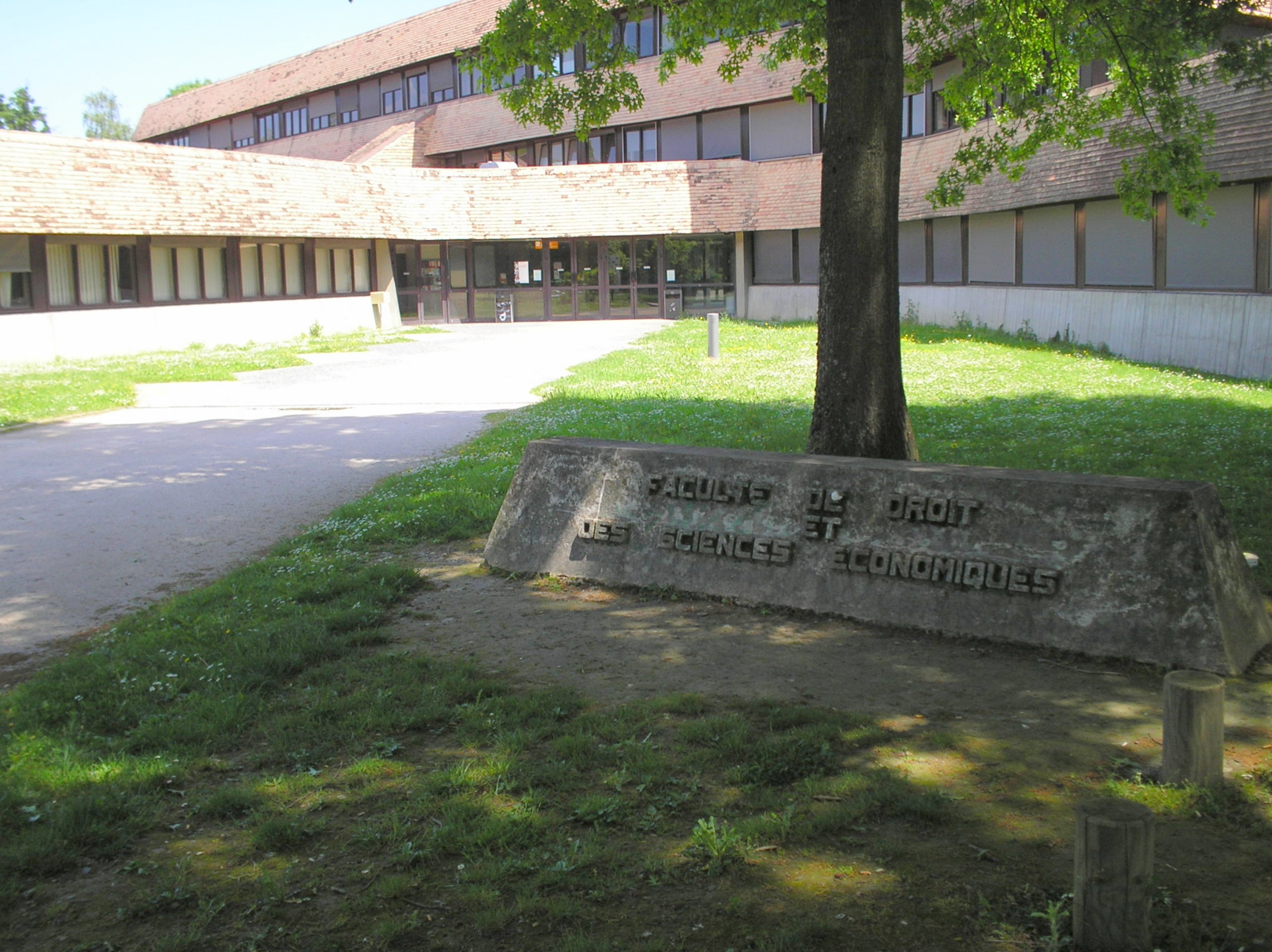
L'entrée de la fac de droit.
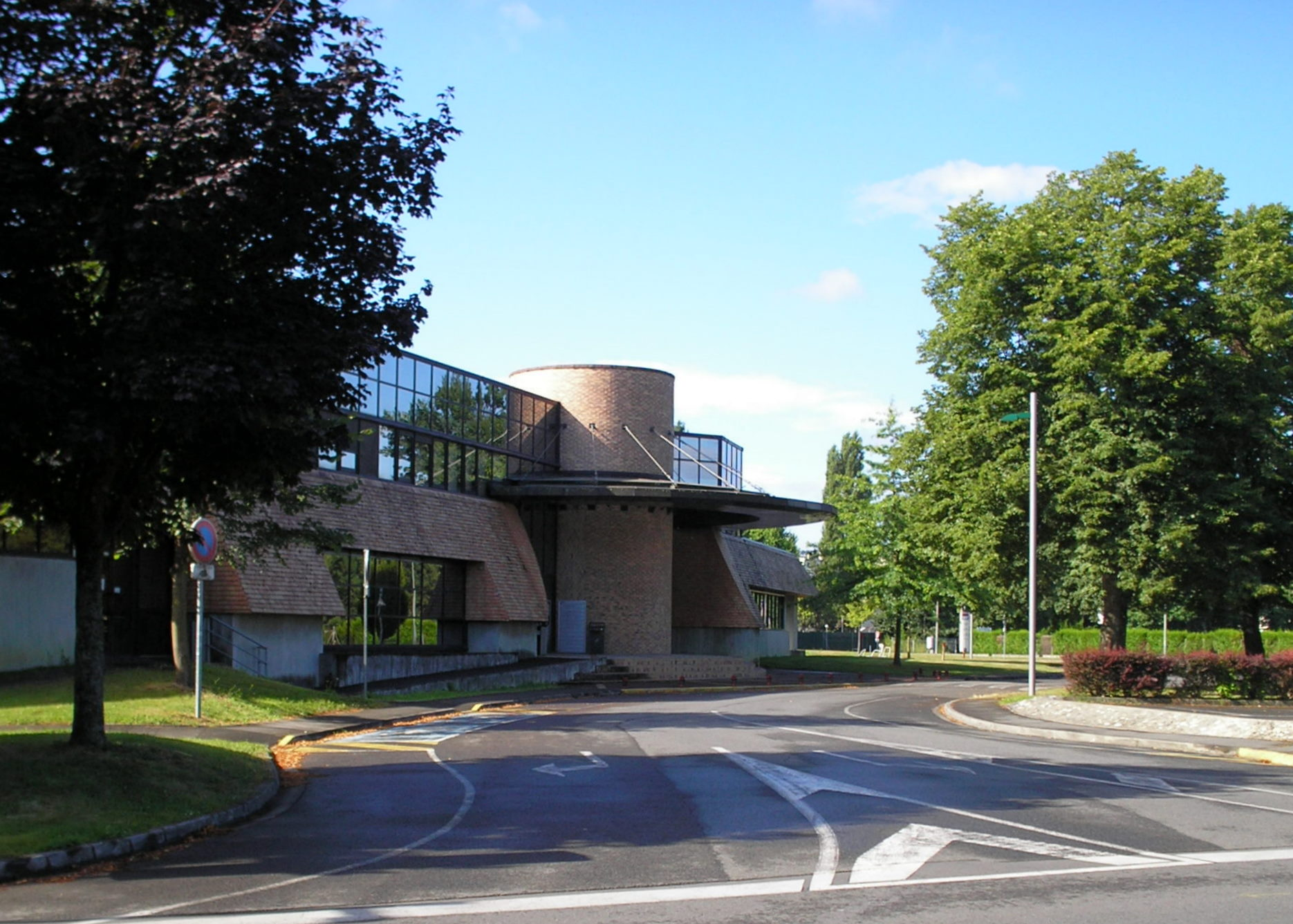
L'entrée de l'IAE Pau-Bayonne, à Pau.
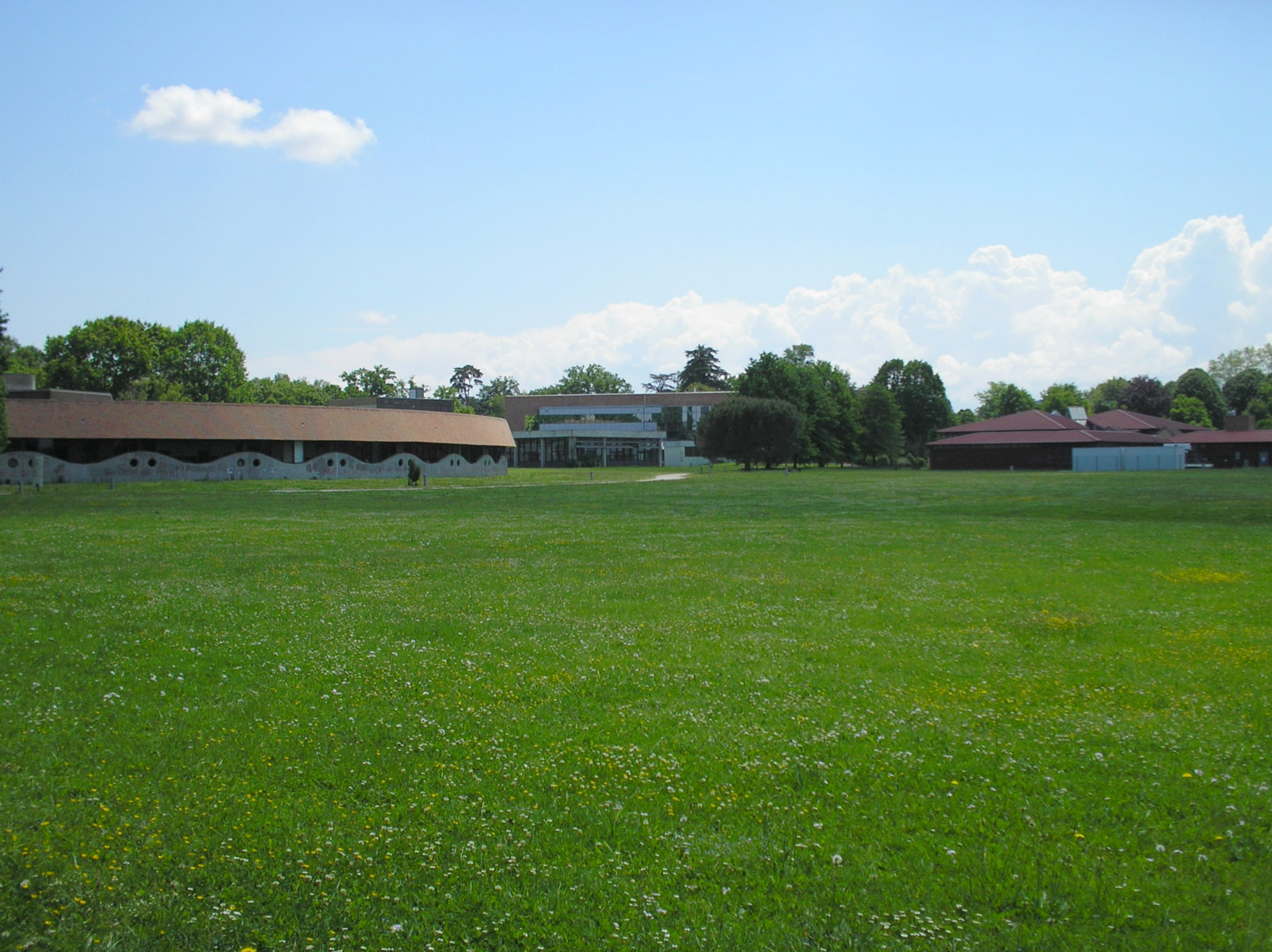
Vue partielle de la BU Lettres & droits, et arrière du bâtiment de la présidence.
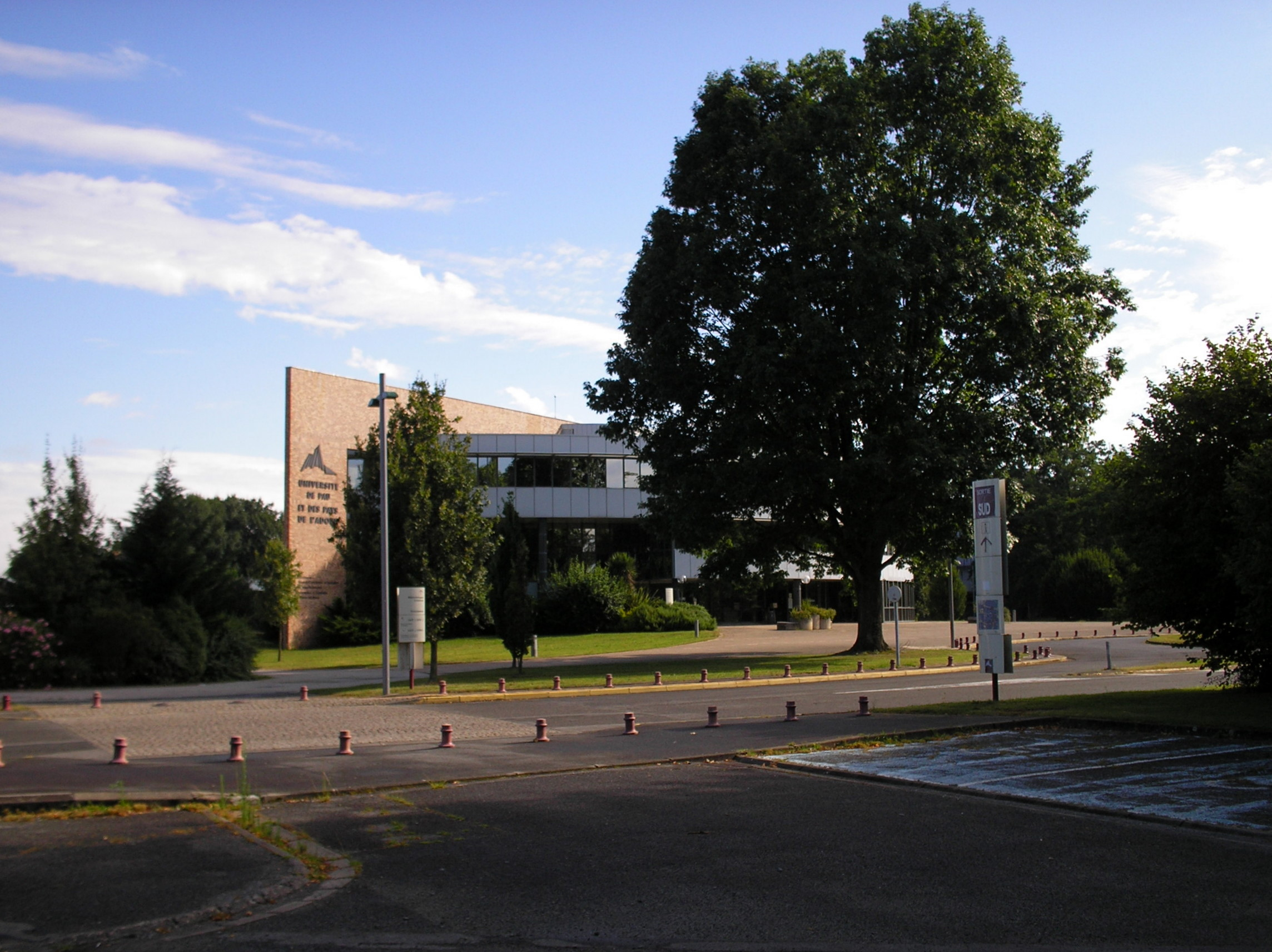
Le bâtiment de la Présidence.

### Bayonne et Anglet

Le restaurant universitaire de la Nive, à Bayonne.

Le site de la côte basque est composé de près de 3 170 étudiants, 200 enseignants et enseignants-chercheurs ainsi que de 80 personnels administratifs, techniciens et ingénieurs.
Le site est en fait composé de 2 UFR situés dans les villes de Bayonne, le « campus de la Nive » et d'Anglet, le « campus de Montaury ». Le site d'Anglet est un site pour les sciences et techniques alors que celui de Bayonne est pluridisciplinaire et est aussi composé d'un IUT ainsi que d'une branche de l'IAE de Pau. Le campus de la côte basque comporte deux bibliothèques universitaires et deux restaurants universitaires (un sur chaque campus),.

#### Campus de la Nive (Bayonne)

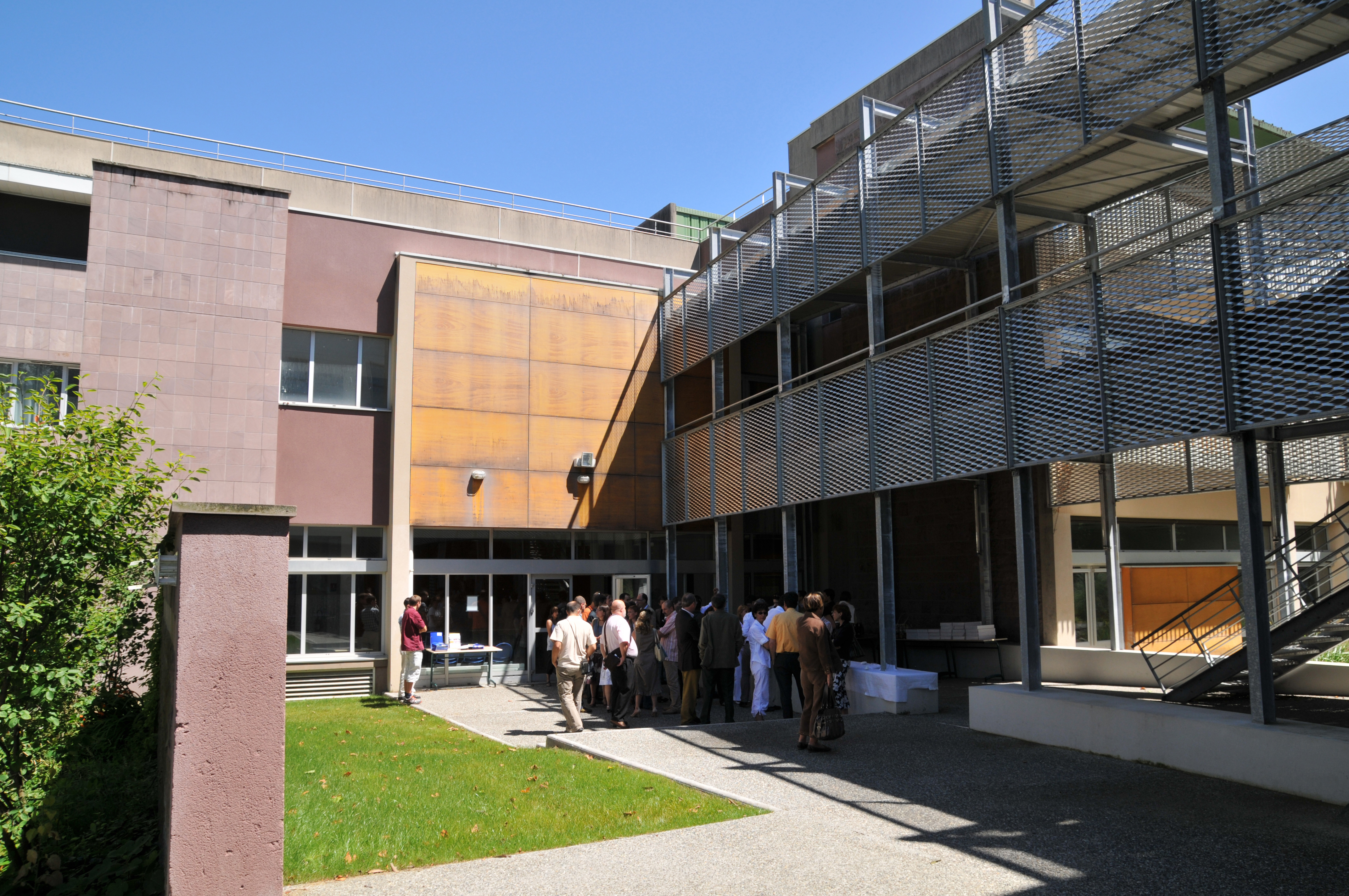
L'UFR Sciences et techniques de la côte basque, à Anglet.

Le campus de la Nive est composé de trois établissements. L'UFR pluridisciplinaire de Bayonne-Anglet-Biarritz dispose de licences, licences professionnelles et masters en droit, économie, gestion, études comptables, affaires internationales et européennes, lettres et basque. L'antenne de Bayonne de l'IUT de Bayonne-Pays basque dispense les DUT Gestion des entreprises et des administrations (GEA) et Techniques de commercialisation (TC), ainsi que les licences professionnelles Assurance, banque, finance, Commercialisation, agrodistribution et agroalimentaire, Événementiel, Gestion salariale, et Logistique. Est également présent une antenne de l'institut d'administration des entreprises Pau-Bayonne, une école universitaire de management proposant des licences professionnelles, des masters et des doctorats dans les domaines du management international et de la gestion (comptabilité, contrôle de gestion, audit, marketing, etc.).

#### Campus de Montaury (Anglet)
Le campus de Montaury comprend trois établissements différents. À l'UFR des Sciences et Techniques de la Côte Basque sont enseignés la biologie, les sciences de l'environnement, la chimie, la physique, la logistique, l'ingénierie du BTP et le génie civil (licences, licences professionnelles et masters). L'antenne à Anglet de l'IUT de Bayonne-Pays basque propose les BUT Informatique et Génie industriel et maintenance (GIM), ainsi que les licences professionnelles Systèmes informatiques et logiciels, Écologie industrielle, GEO 3D, Métiers du numérique et Programmation avancée. Est également présente sur le campus, l'ISA BTP (institut supérieur aquitain du bâtiment et des travaux publics), une école d'ingénieurs post-bac habilitée par la commission des titres d'ingénieurs (CTI) et conventionnée par l'INP Bordeaux, proposant des formations d'ingénieur en génie civil, en génie maritime et en habitat, énergie & environnement,.

### Tarbes

Les locaux STAPS avant leur extension.

Le site de Tarbes, est composé de près de 780 étudiants, 25 enseignants et enseignants-chercheurs ainsi que de 9 personnels administratifs, techniciens et ingénieurs. Ce campus abrite une composante de la filière STAPS (Sciences et techniques des activités physiques et sportives), antenne de l'UFR lettres, langues, sciences humaines et sport. Il propose une licence et master en Génie des procédés ainsi qu'une maîtrise des Sciences et Techniques Mesures et Traitement des pollutions et nuisances dépendantes de l'UFR sciences et techniques.

### Mont-de-Marsan
Le campus de Mont-de-Marsan se compose de 400 étudiants, 40 enseignants et enseignants-chercheurs ainsi que de 13 personnels administratifs, techniciens et ingénieurs. Il accueille les départements de génie biologique, de réseaux et télécommunications et de science et génie des matériaux de l'IUT des Pays de l'Adour. Des DUT et des licences professionnelles sont proposés aux étudiants. Le site comprend également une antenne de l'UFR Droit, économe et gestion.

## Recherche
Les centres de recherches de l'université de Pau et des pays de l'Adour sont les suivants :
| Nom          | Nom Complet                                                                                    | Type | Centre                                     | Domaine | Structures partenaires |
| ------------ | ---------------------------------------------------------------------------------------------- | ---- | ------------------------------------------ | --- | --- |
| ALTER        | Arts/Langages : Transitions et Relations                                                       | EA   | Pau                                        | Arts, discours sur les Arts, poésie, histoire littéraire et linguistique, langues, littérature et civilisations de l'arc Atlantique. | UPPA - UFR Lettres, langues, sciences humaines et sociales, sport                                                            |
| CAGIRE       | Laboratoire simulation par méthode de Galerkin discontinue et comparaison avec l'expérience    | UMR  | Pau                                        | Développement d'outils numériques et expérimentaux pour améliorer la connaissance des flux pouvant être rencontrés en aérodynamique interne. | UPPA - UFR Sciences et techniques Pau, INRIA Bordeaux-Sud Ouest, CNRS                                                        |
| CATT         | Centre d'analyse théorique et de traitement des données économiques                            | EA   | Pau                                        | Économie internationale et développement, régulation et politiques publiques. | UPPA - UFR Droit, Économie et Gestion                                                                                        |
| CDRE         | Centre de documentation et de recherches européennes                                           | EA   | Bayonne                                    | Espace de liberté, sécurité et justice, étude des droits fondamentaux dans l’Union européenne, frontière et les coopérations dont elle est le siège. | UPPA - UFR Pluridisciplinaire B.A.B, Centre d'excellence Jean Monnet                                                         |
| CRAJ         | Centre de recherche et d'analyse juridiques                                                    | EA   | Pau                                        | Droit des personnes et de la famille ; droit des obligations ; droit des affaires ; droit pénal et sciences criminelles. | UPPA - UFR Droit, Économie et Gestion                                                                                        |
| CREG         | Centre de recherche et d'étude en gestion                                                      | EA   | Pau                                        | Études comparatives en management ; management et territoires. | UPPA - UFR Droit, Economie, Gestion, IAE PAu-Bayonne, ESTIA, Kedge Business School, ESC Pau                                  |
| C2MA         | Centre des matériaux des Mines d'Alès                                                          | UMR  | Alès, Pau                                  | Durabilité et cycle de vie, endommagement thermique et comportement au feu, comportements mécanique, rhéologique et modélisation, comptabilisation et fonctionnalisation des surfaces et interfaces des polymères avancés ; Matériaux et éco-matériaux pour la construction, modélisation des matériaux et des structures ; Matériaux, contaminations et perceptions. | UPPA - UFR Sciences et techniques Pau, École nationale supérieure des mines d'Alès                                           |
| DICE - IE2IA | Droits international, comparé et européen - Institut d'Études Ibériques et Ibérico-Américaines | UMR  | Pau (IE2IA), Toulon, Aix-en-Provence       | Nouvelles configurations normatives et institutionnelles ; justice ; démocratie, état de droit ; droits fondamentaux ; droit, sciences et techniques. | UPPA - UFR Droit, Économie, Gestion, Université Aix-Marseille III, Université de Toulon, CNRS                                |
| DMEX         | Laboratoire développement de méthodologies expérimentales                                      | UMS  | Pau                                        | Imagerie à rayons X, tomographie, étude de matériaux, simulations. | UPPA - UFR Sciences et technologies Pau, Institut Carnot ISIFoR, CNRS                                                        |
| ECOBIOP      | Laboratoire Écologie comportementale et biologie des populations de poissons                   | UMR  | Saint-Pée-sur-Nivelle, Donzacq, Lées-Athas | Effet du changement climatique, de la pêche, du repeuplement, des barrages et de la contamination des eaux sur les poissons diaromes. | UPPA - UFR Sciences et technologies Anglet, INRA                                                                             |
| EXPERICE     | Centre de recherche interuniversitaire expérience ressources culturelles éducation             | EA   | Villetaneuse                               | Éducation, individuation, biographisation, jeu, loisir et objets culturels de l’enfance, éducation tout au long de la vie. | UPPA - UFR Lettres, langues, sciences humaines et sociales, sport, Université Paris-VIII, Université Paris-XIII              |
| IKER         | Centre de recherche sur la langue et les textes basques                                        | UMR  | Bayonne                                    | Études littéraires, linguistiques et textuelles en basque. | UPPA - UFR Pluridisciplinaire B.A.B, Université Bordeaux-Montaigne III, CNRS                                                 |
| IPREM        | Institut des sciences analytiques et physico-chimiques pour l'environnement et les matériaux   | UMR  | Pau, Anglet, Mont-de-Marsan                | Chimie analytique, physique et théorique ; chimie et microbiologie de l'environnement ; physico-chimie des matériaux. | UPPA - UFR Sciences et technologies Pau & Côte Basque, IUT des pays de l'Adour Mont-de-Marsan, CNRS                          |
| IRAA         | Institut de recherche sur l'architecture antique                                               | UMR  | Aix-en-Provence                            | Étude des monuments et de l'urbanisme antiques, analyse du décor architectural, archéologie expérimentale. | UPPA - UFR Lettres, langues, sciences humaines et sociales, sport, Université d'Aix-Marseille                                |
| ISCJ         | Institut de sciences criminelles et de la justice                                              | EA   | Bordeaux                                   | Norme, responsabilité, infraction ; justice, procès, sanctions ; internationalisation, coopération, droits de l'Homme. | UPPA - UFR Droit, Économie, Gestion, Université Bordeaux-Montaigne III, Université Bordeaux-Montesquieu IV                   |
| ITEM         | Identités, territoires, expressions, mobilités                                                 | EA   | Pau                                        | Territoires, mobilités, identités, patrimoines, archives et corpus. | UPPA - UFR Lettres, langues, sciences humaines et sociales, sport                                                            |
| LAM          | Les Afriques dans le monde                                                                     | UMR  | Pau, Bordeaux                              | Gouvernance, institutions, représentation ; conflits, territoires, développement ; culture, identifications, création. | UPPA - UFR Droit, Économie, Gestion, Université Bordeaux-Montaigne III, Université Bordeaux Segalen II, IEP Bordeaux et CNRS |
| LATEP        | Laboratoire de thermique énergétique et procédés                                               | EA   | Pau, Tarbes (antenne)                      | Génie énergétique, procédés pour l'environnement. | UPPA - UFR Sciences et technologies Pau, IUT des pays de l'Adour, ENSGTI                                                     |
| LFCR         | Laboratoire des fluides complexes et leurs réservoirs                                          | UMR  | Pau                                        | Caractérisation des réservoirs géologiques ; propriétés thermophysiques ; géomécanique des milieux poreux ; interfaces et systèmes dispersés. | UPPA - UFR Sciences et technologies Pau, ISA BTP, CNRS, Total                                                                |
| LIUPPA       | Laboratoire d'informatique de l'université de Pau et des pays de l'Adour                       | EA   | Pau, Bayonne, Anglet, Mont-de-Marsan       | Modélisation, visualisation, exécution et simulation ; Traitement des informations spatiales, temporelles et thématiques pour l’adaptation de l’interaction au contexte et à l'utilisateur. | UPPA - UFR Sciences et techniques Pau & Côte Basque, IUT des pays de l'Adour                                                 |
| LMAP         | Laboratoire de mathématiques et de leurs applications de Pau                                   | UMR  | Pau                                        | Probabilités et statistiques ; analyse non linéaire, géométrie et topologie ; Analyse, méthodes numériques et simulations numériques. | UPPA - UFR Sciences et technologies Pau, IUT des pays de l'Adour, CNRS IPRA, INRIA Bordeaux Sud-Ouest                        |
| MAGIQUE 3D   | Laboratoire Modélisation avancée en géophysique 3D                                             | UMR  | Pau                                        | Modélisation mathématique de la propagation des ondes et des phénomènes physiques sous-jacents ; simulation numérique, calcul parallèle, informatique GRID. | UPPA - UFR Sciences et techniques Pau, INRIA Bordeaux-Sud Ouest, CNRS                                                        |
| MEPS         | Laboratoire mouvement, équilibre, performance, santé                                           | EA   | Tarbes                                     | Mise en mouvement par l’activité physique et sportive, équilibration humaine. | UPPA - UFR Lettres, langues, sciences humaines et sociales, sport                                                            |
| NUMEA        | Laboratoire nutrition, métabolisme et aquaculture                                              | UMR  | Saint-Pée-sur-Nivelle                      | Nutrition des poissons d'élevage et des palmipèdes à foie gras. | UPPA - UFR Sciences et technologies Anglet, IUT des pays de l'Adour Mont-de-Marsan, INRA                                     |
| TREE         | TRansitions Energétiques et Environnementales                                                  | UMR  | Pau, Bayonne                               | Sciences humaines (géographie, droit, économie, sociologie). Observation du déploiement des transitions, à travers les politiques, les technologies et les territoires. | UPPA - UFR Lettres, langues, sciences humaines et sociales, sport, CNRS                                                      |
| PDP          | Centre de recherche Pau droit public                                                           | EA   | Pau                                        | Droit de l'énergie ; droit des collectivités territoriales ; droit des contrats publics ; procédures et contentieux publics ; sanitaire et social. | UPPA - UFR Droit, Economie, Gestion                                                                                          |
| SIAME        | Laboratoire des sciences pour l'Ingénieur appliquées à la mécanique et au génie électrique     | EA   | Bayonne                                    | Écoulements et énergétique ; génie électrique haute tension ; géomatériaux et structures ; interactions vague structure. | UPPA - UFR Sciences et technologies Pau, ISA BTP, Institut Carnot ISIForR, CNRS IPRA                                         |

L'UPPA est, par ailleurs, co-habilitée dans plusieurs formations doctorales en partenariat avec deux écoles doctorales :
- ED SSH 211 - École doctorale sciences sociales et humanités,
- ED SEA 481 - École doctorale sciences exactes et leurs applications.

L'université génère un flux d'environ 80 doctorats par an.

## Relations internationales
L'établissement accueille chaque année plus de 1 700 étudiants étrangers venus du monde entier. Avec 193 accords bilatéraux Erasmus+ et 128 accords de coopération inter-universitaires et 57 pays partenaires dans le monde, l'UPPA participe à des échanges d'étudiants, d'enseignants et de chercheurs à l’international. Chaque année, grâce au programme Erasmus, près de 120 étudiants européens (hors France) viennent valider une partie de leur diplôme à l'UPPA et plus de 220 étudiants de l'UPPA partent en faire de même dans un pays de l'Union européenne. En 2010, l'UPPA a été classée 4e université française pour le taux de départ de ses étudiants en Erasmus, c'est-à-dire 2 % de ses effectifs, juste derrière l'université de Savoie, l'université de Grenoble 3 et l'université de Lille-I. De par sa proximité géographique avec l'Espagne, l'UPPA développe également des coopérations universitaires transfrontalières originales aussi bien dans le domaine de l'enseignement que de la recherche; notamment avec l'université du Pays basque, l'université de Saragosse et l'université publique de Navarre, toutes les trois en Espagne.

## Vie étudiante

### Vie sur les campus

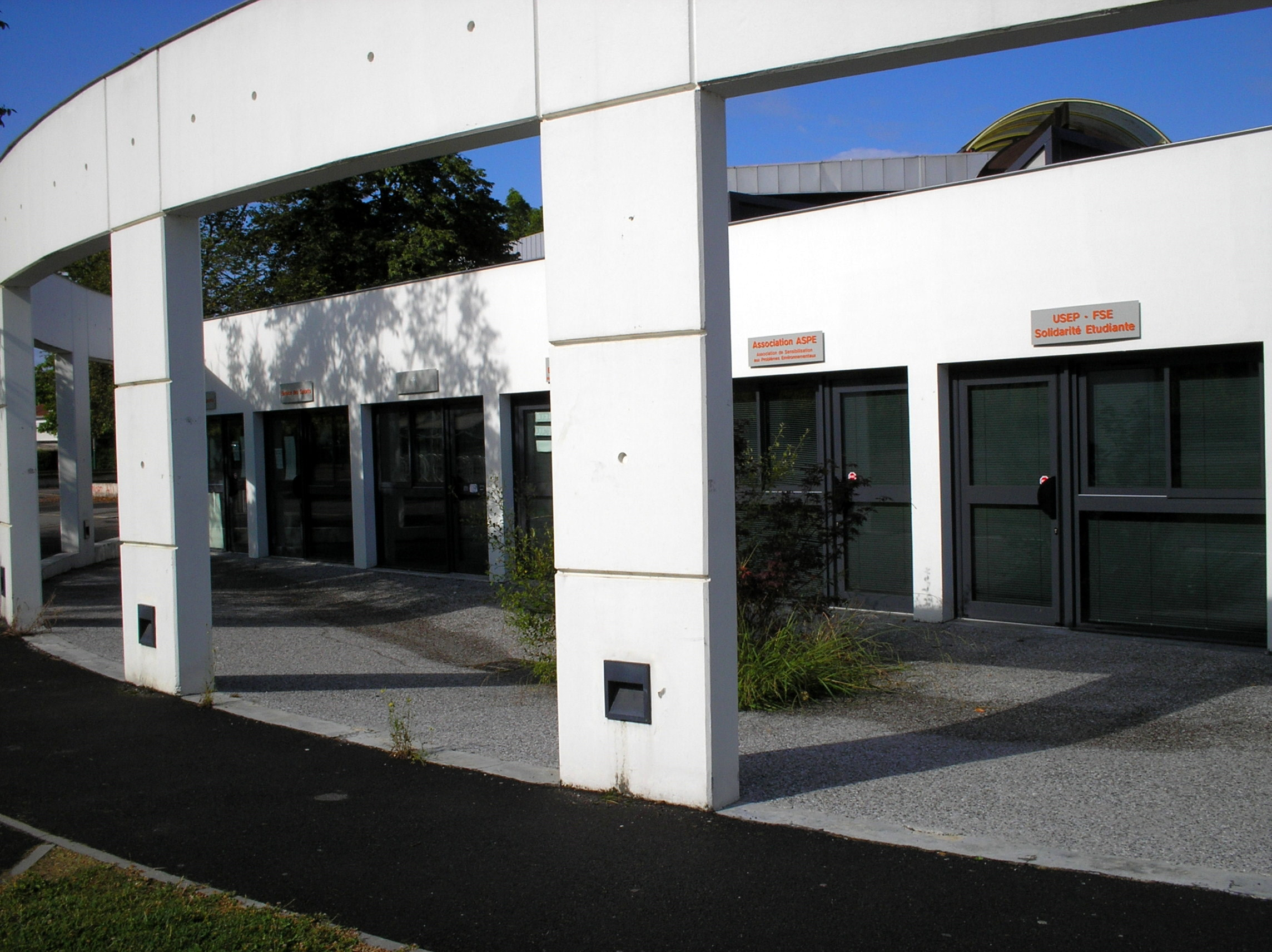
La maison de l'étudiant à Pau.

Les maisons de l'étudiant pilotent la vie étudiante des campus. Elles comprennent les bureaux de certaines associations étudiantes et syndicats (Solidaires Étudiant-e-s, Théâtraltitude, ASPE, UNEF, WAO, la SOLES), le pôle associatif commun qui est un espace destiné aux associations étudiantes avec accès à des outils de travail type internet ou téléphonie ainsi qu'à un fonds documentaire, et les permanences d'autres associations (ACLP, Art et Fac, etc). La permanence des services de la préfecture pour l'obtention et le renouvellement des titres de séjours se fait également là-bas. Le service des sports participer à l'ensemble des activités sportives et des excursions (randonnée, ski, etc) est également présent à la maison de l'étudiant. De nombreuses installations sportives sont situées sur le campus de Pau, tels que le stade André-Lavie, le gymnase Léo-Lagrange, la halle de sports de l'UPPA, la piscine Plein Ciel, des courts de tennis, des terrains de football ainsi qu'un mur d'escalade. Sur la côte basque, la maison des étudiants est située à Bayonne et regroupe un espace d'accueil et d'information pour toutes les questions relatives à la vie étudiante, le service culturel, un SUMPPS (service universitaire de médecine préventive et de promotion de la santé), un service commun universitaire d'information et d'orientation (SCUIO), un service cartes étudiants Aquipass, un centre de langues en réseaux et multimédia ouvert (CLEREMO) et un centre de formation d'apprentis (CFA). Les écoles et instituts de l'université (ENSGTI, ISA BTP, IAE Pau-Bayonne, IUT des Pays de l'Adour, IUT de la côte basque) possèdent par ailleurs leurs propres associations, club et bureaux des élèves.
À Pau, une salle de spectacles nommée la Centrifugeuse appartient au campus de Pau. Gérée par la maison de l'étudiant, elle est là pour découvrir la richesse de la vie culturelle du campus, participer aux nombreuses manifestations organisées tout au long de l'année (concerts spectacles, expositions, rencontres-débats, projections), monter les projets qui vous tiennent à cœur, participer aux ateliers de pratique artistique, etc. Une autre salle de spectacles existe : le Microscope, à Bayonne.
Le logement à Pau peut être assuré par le centre local des œuvres universitaires et scolaire (CLOUS) de Pau et des pays de l'Adour qui propose aux étudiants de l'UPPA deux cités universitaires et cinq résidences universitaires. Sur la côte basque, quatre résidences universitaires sont également présentes (deux par ville). À Tarbes, une cité universitaire est présente sur le campus.

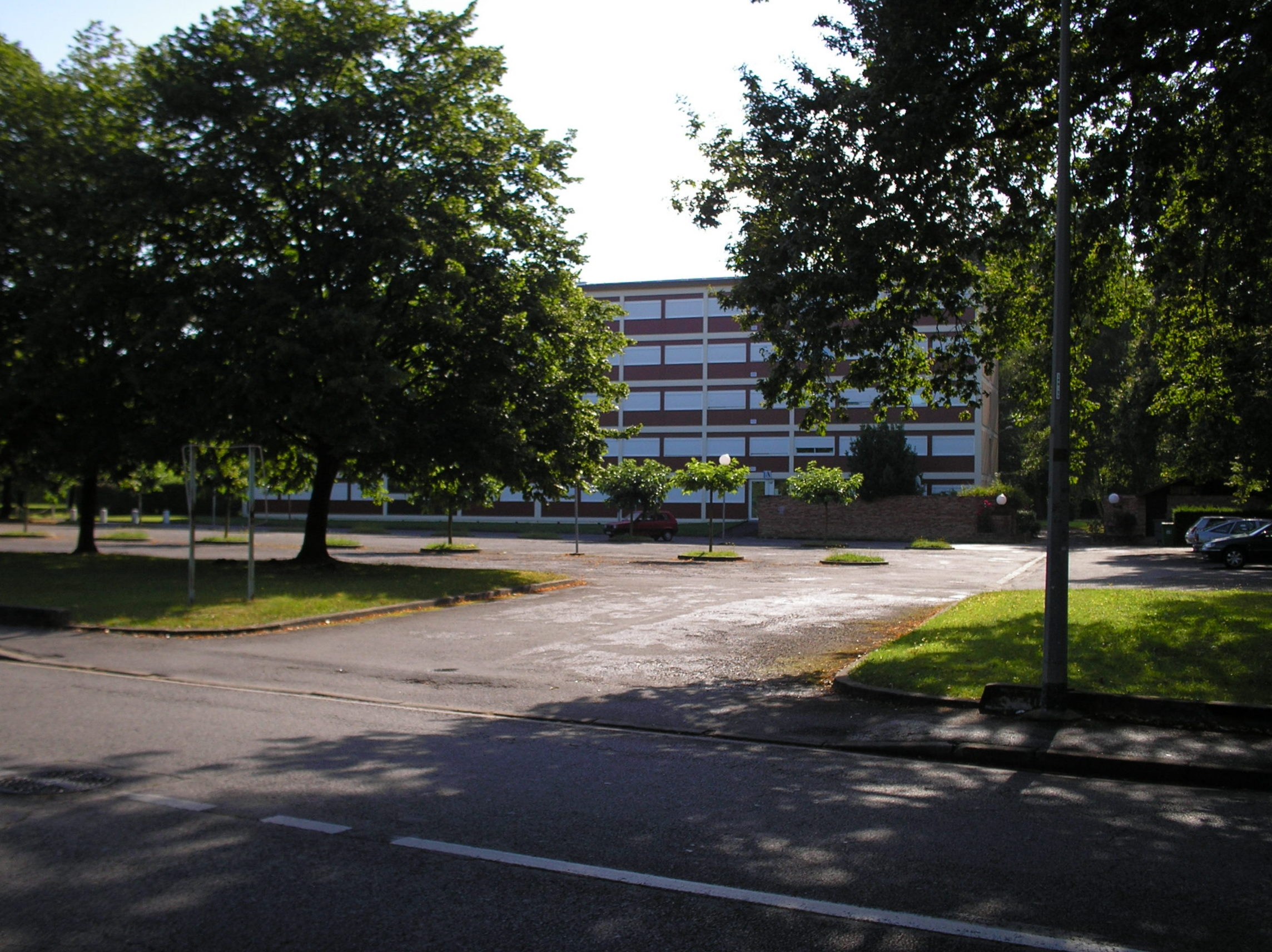
La résidence universitaire Gaston-Phoebus, à Pau.
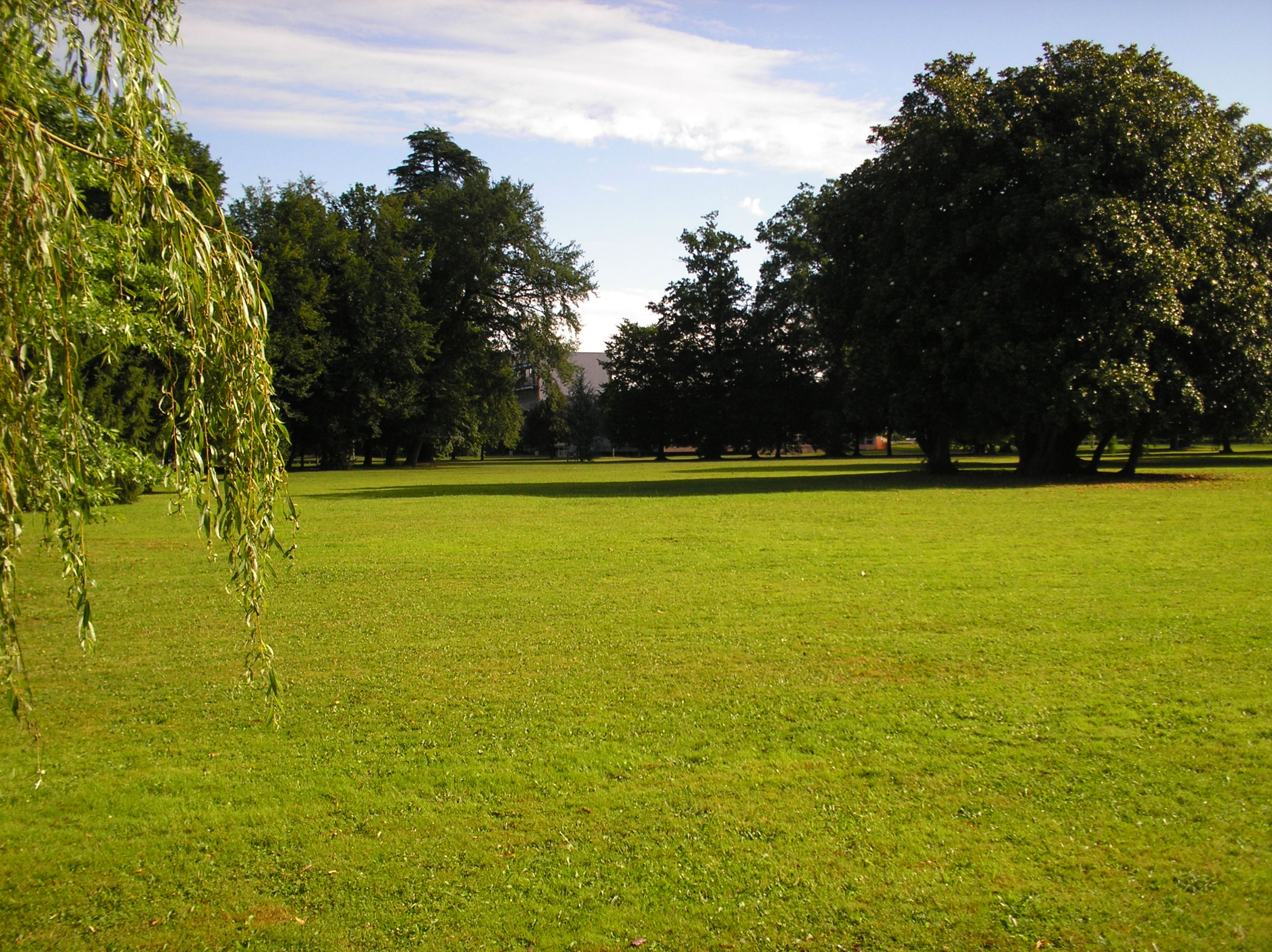
La pelouse Sud-Est, à Pau.
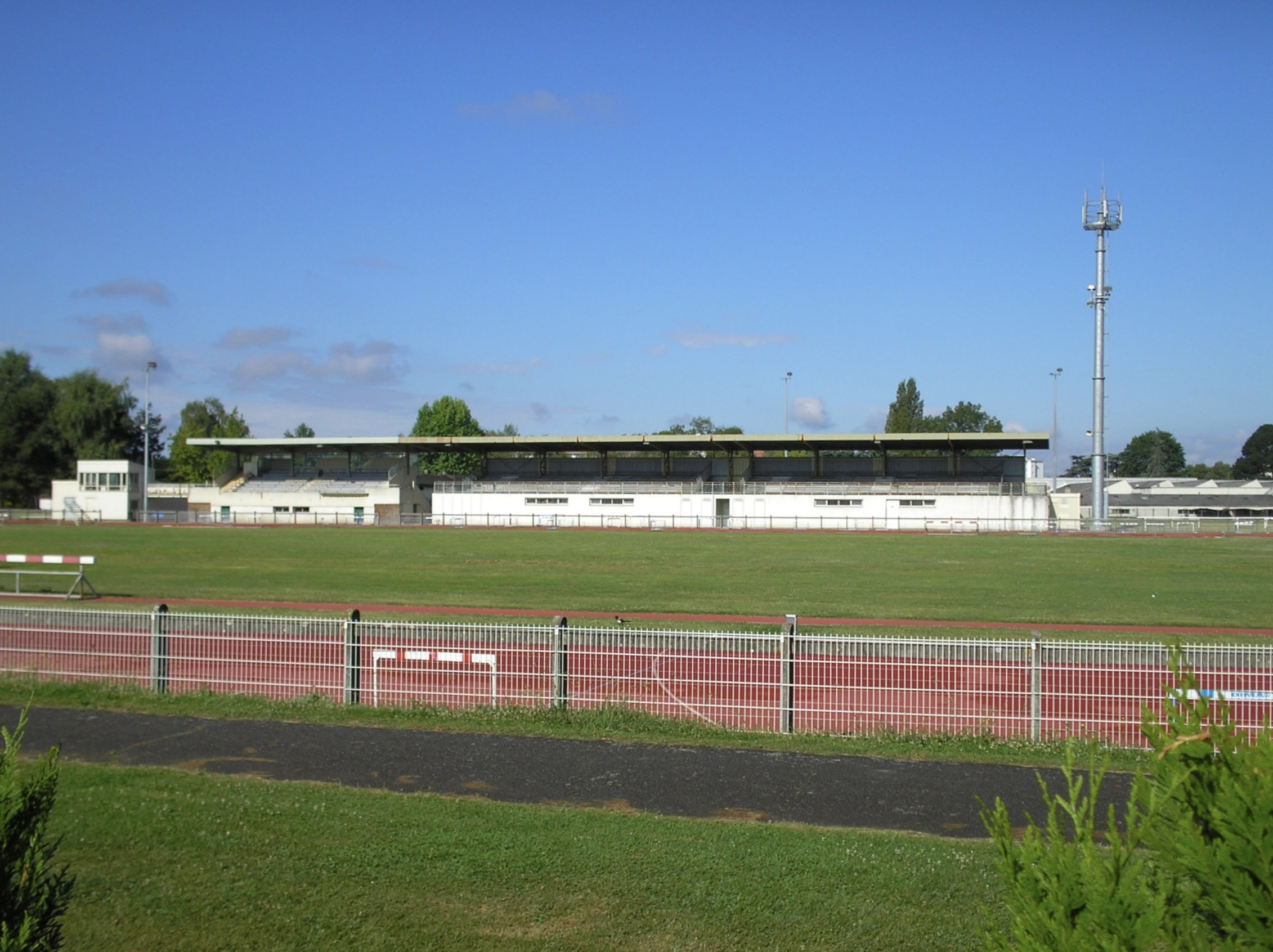
Le stade André-Lavie proche de l'université, à Pau.
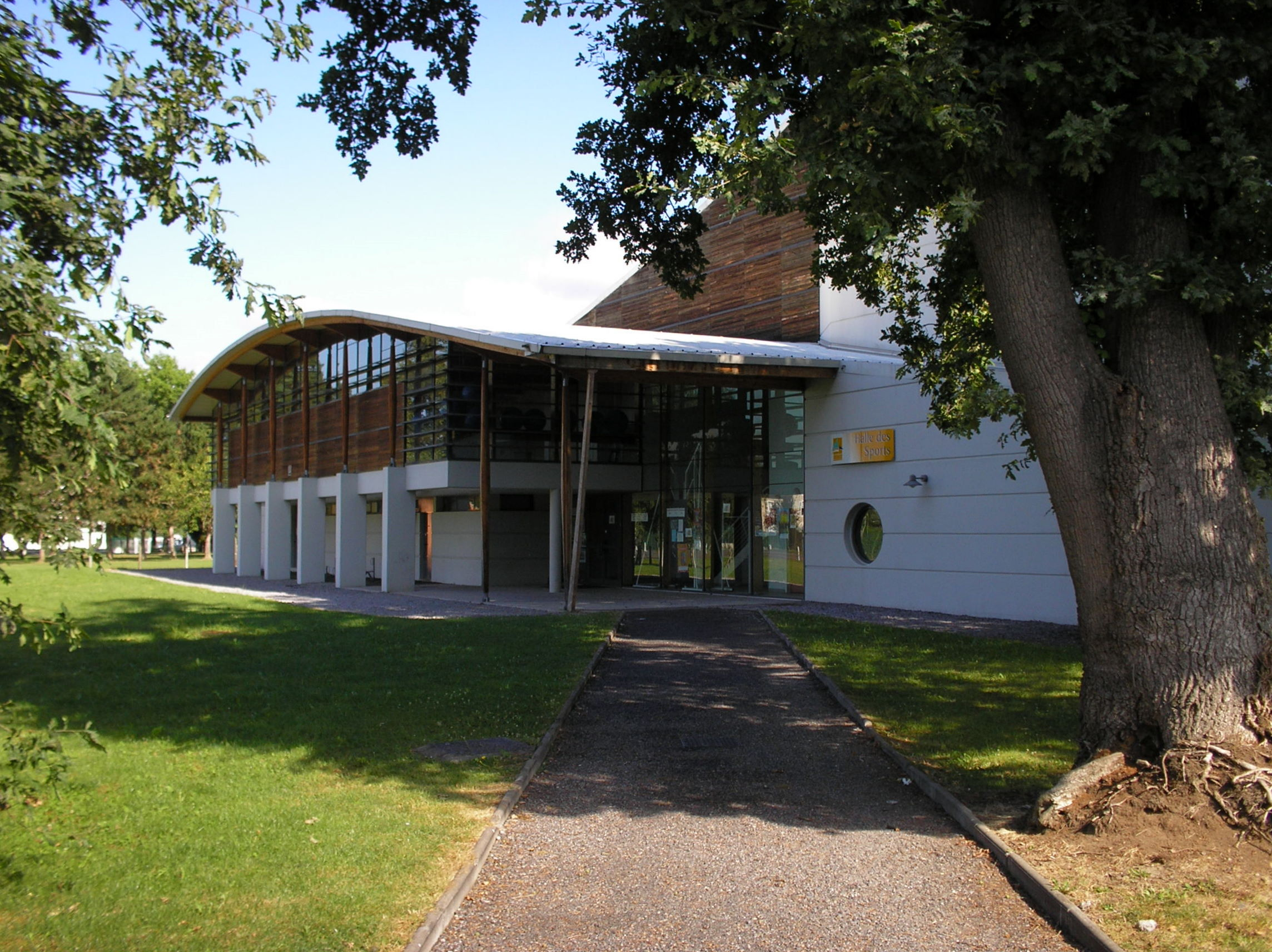
La halle des sports de l'UPPA, à Pau.
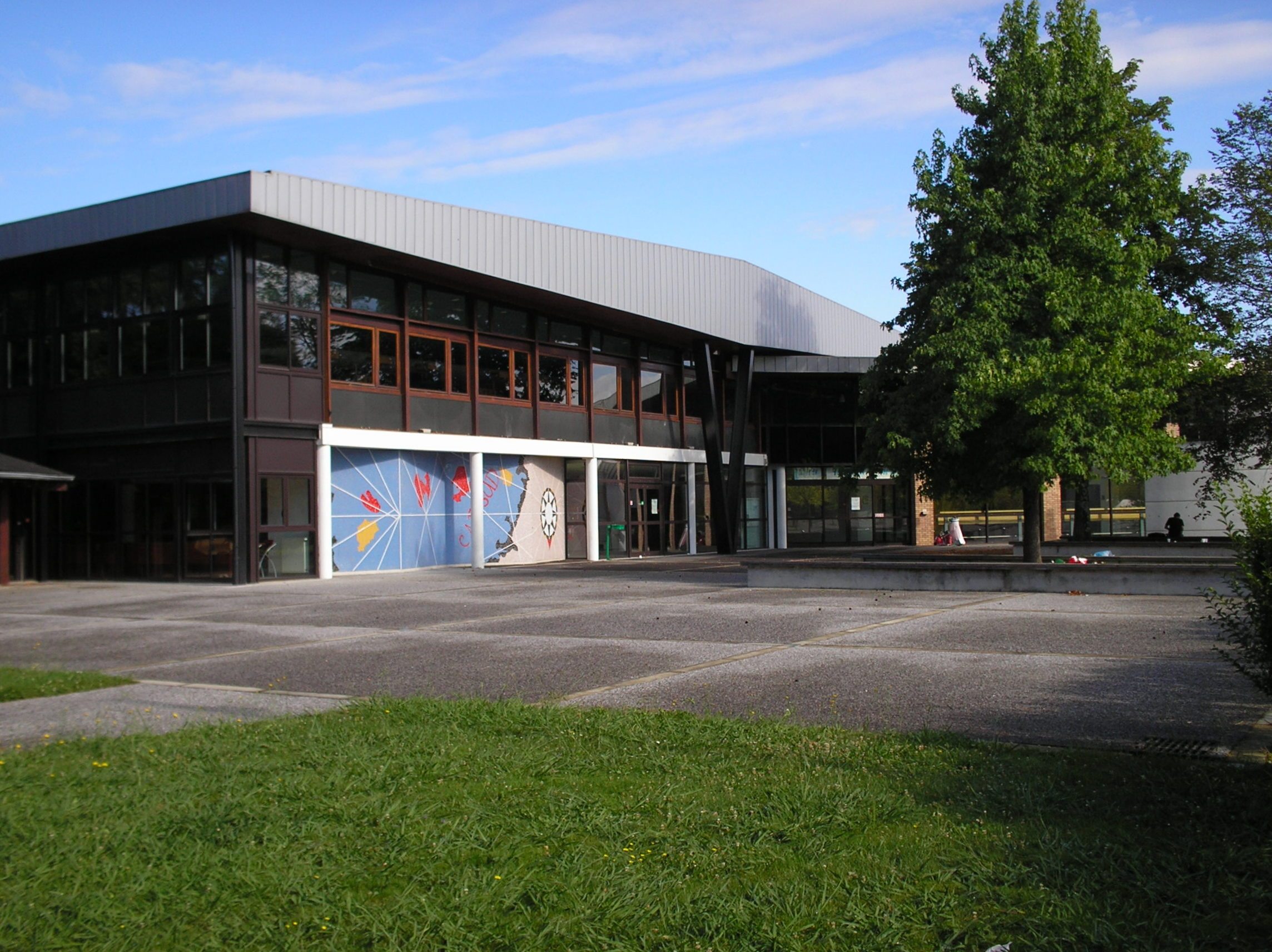
Le restaurant universitaire Cap Sud, à Pau.

### Représentation étudiante
Depuis la création de l'université, les étudiants sont représentés au sein des différents conseils (Conseil d'administration, Conseil académique,). Avant 2016, les arrêtés sur les élections de l'Université de Pau et des Pays de l'Adour ne sont disponibles qu'en consultation simple.

#### Résultats au conseil d'administration
Arrêtés électoraux de l'université de Pau et des Pays de l'Adour (UPPA).
|                                               |                                               |                                               |                                          | 2008   | 2008   | 2010   | 2010   | 2012   | 2012   | 2014   | 2014   | 2016   | 2016   | 2018   | 2018   | 2020   | 2020 | 2022   | 2022 |
| --------------------------------------------- | --------------------------------------------- | --------------------------------------------- | ---------------------------------------- | ------ | ------ | ------ | ------ | ------ | ------ | ------ | ------ | ------ | ------ | ------ | ------ | ------ | ---- | ------ | ---- |
| %                                             | Sièges                                        | %                                             | Sièges                                   | %      | Sièges | %      | Sièges | %      | Sièges | %      | Sièges | %      | Sièges | %      | Sièges |        |      |        |      |
| Listes syndicales et/ou de gauche             |                                               |                                               |                                          |        |        |        |        |        |        |        |        |        |        |        |        |        |      |        |      |
|                                               | SUD Étudiant                                  | Solidaires étudiant-es, depuis 2013           | Mouvement du 22 mars (M22M), depuis 2016 |        |        | 43,88% | 2      |        |        | 19,05% | 1      | 37,80% | 2      | 25,95% | 1      | 57,99% | 3    | 50,10% | 2    |
| FSE                                           |                                               | Solidaires étudiant-es, depuis 2013           | Mouvement du 22 mars (M22M), depuis 2016 |        | 17,73% | 43,88% | 2      | 1      |        | 19,05% | 1      | 37,80% | 2      | 25,95% | 1      | 57,99% | 3    | 50,10% | 2    |
| CGT Ferc Sup, depuis 2022                     |                                               |                                               | Mouvement du 22 mars (M22M), depuis 2016 |        |        |        |        |        |        |        |        | 37,80% | 2      | 25,95% | 1      | 57,99% | 3    | 50,10% | 2    |
|                                               | UNEF                                          | UNEF                                          | UNEF                                     | 29,13% | 1      | 19,71% | 1      | 11,55% | 0      | 30,77% | 1      | 30,30% | 1      | 22,85% | 1      |        |      |        |      |
|                                               | Cé - Confédération étudiante                  | Cé - Confédération étudiante                  | Cé - Confédération étudiante             |        |        | 18,41% | 1      | 5,82%  | 0      |        |        |        |        |        |        |        |      |        |      |
|                                               | Listes associatives / corporatistes           |                                               |                                          |        |        |        |        |        |        |        |        |        |        |        |        |        |      |        |      |
|                                               | FAGE                                          | Inter'assos                                   | Inter'assos                              | 32,81% | 2      |        |        |        |        |        |        |        |        |        |        |        |      | 34,10% | 1    |
| Bouge ta Fac                                  | Bouge ta Fac                                  |                                               |                                          |        |        |        |        | 18,77% | 1      |        |        |        |        |        |        |        |      |        |      |
|                                               | Grand campus des Pyrénées                     | Grand campus des Pyrénées                     | Grand campus des Pyrénées                |        |        |        |        |        |        |        |        | 12,40% | 0      |        |        |        |      |        |      |
| Listes indépendantes / présidentielles        |                                               |                                               |                                          |        |        |        |        |        |        |        |        |        |        |        |        |        |      |        |      |
|                                               | Liste étudiante indépendante                  | Liste étudiante indépendante                  | Liste étudiante indépendante             | 10,10% | 0      |        |        |        |        |        |        |        |        |        |        |        |      |        |      |
| Pour des lendemains qui chantent              | Pour des lendemains qui chantent              | Pour des lendemains qui chantent              | 4,46%                                    | 0      |        |        |        |        |        |        |        |        |        |        |        |        |      |        |      |
| Ensemble pour une nouvelle dynamique à l'UPPA | Ensemble pour une nouvelle dynamique à l'UPPA | Ensemble pour une nouvelle dynamique à l'UPPA |                                          |        |        |        | 39,21% | 2      |        |        |        |        |        |        |        |        |      |        |      |
| Nouvelle démocratie étudiante                 | Nouvelle démocratie étudiante                 | Nouvelle démocratie étudiante                 |                                          |        |        |        |        |        |        |        | 19,50% | 1      |        |        |        |        |      |        |      |
| UPPAvenir                                     | UPPAvenir                                     | UPPAvenir                                     |                                          |        |        |        |        |        |        |        |        |        | 37,11% | 2      |        |        |      |        |      |
| Liste droite / extrême-droite                 |                                               |                                               |                                          |        |        |        |        |        |        |        |        |        |        |        |        |        |      |        |      |
|                                               | MET                                           | MET                                           | UNI, depuis 2016                         |        |        | 12,95% | 0      | 19,78% | 1      | 24,35% | 1      |        |        | 8,94%  | 0      | 31,83% | 1    | 12,80% | 1    |
| UNI                                           | UNI                                           | 12,60%                                        | UNI, depuis 2016                         | 1      |        |        |        |        |        | 24,35% | 1      |        |        | 8,94%  | 0      | 31,83% | 1    | 12,80% | 1    |

### Évolution démographique
| 2000   | 2001   | 2002   | 2003   | 2004   | 2005   | 2006   | 2007   |
| ------ | ------ | ------ | ------ | ------ | ------ | ------ | ------ |
| 13 128 | 12 366 | 12 570 | 12 564 | 12 217 | 12 221 | 11 733 | 11 273 |

| 2008   | 2009   | 2010   | 2011   | 2012   | 2013   | 2014   | 2015   |
| ------ | ------ | ------ | ------ | ------ | ------ | ------ | ------ |
| 10 858 | 11 291 | 11 401 | 11 437 | 11 301 | 11 329 | 11 774 | 11 926 |

| 2016   | 2019   | 2020   | 2021   | 2022   | - | - | - |
| ------ | ------ | ------ | ------ | ------ | - | - | - |
| 12 352 | 13 523 | 14 024 | 13 400 | 12 629 | - | - | - |

## Réussite et insertion professionnelle
En 2021, l'UPPA se classe à la sixième place des universités de France préparant à la licence, avec un taux de réussite de 52 %.
Chaque année, l'observatoire des étudiants (ODE) de l'UPPA enquête les diplômés sur leur insertion professionnelle après l'obtention de leur diplôme. Pour la promotion 2016, parmi les actifs, sont en emploi :
- 94 % des diplômés de licence pro sont en emploi,
- 89 % des diplômes de master sont en emploi,
- 96 % des diplômés du titre d'ingénieur sont en emploi,
- 94 % des diplômés de doctorat sont en emploi.

## Personnalités liées à l'université
(Classement effectué en ordre croissant d'années de naissance).

### Enseignants
- Robert Poplawski (1886-1953), juriste, avocat, professeur en droit, co-créateur et directeur de l'institut de droit de Pau de 1947 à 1953,
- Henri Vizioz (1886-1948), professeur de droit, co-créateur et directeur de l'institut de droit de Pau de 1947 à 1948, doyen de la faculté de droit de Bordeaux de 1944 à 1948,
- Jean Deschamps (1924-1998), professeur des universités en physique-chimie et président honoraire de l'UPPA de 1973 à 1976,
- Pierre Tucoo-Chala (1924-2015), participant à la création de cette université, professeur émérite d'histoire,
- Jean-Pierre Labatut (1935-1985), historien spécialiste de la noblesse à l'époque moderne.
- Jean-Pierre Bodis (1942-2011), historien spécialiste du rugby et maître de conférences en histoire contemporaine.
- Jean Ortiz (1948-2023), maître de conférences spécialiste de l'Amérique latine, journaliste et politicien,
- Abel Kouvouama (1950-), anthropologue et professeur des universités d'anthropologie,
- Christian Thibon (1952-), directeur de l'IFRA de 2010 à 2014, professeur des universités en histoire, spécialiste de la région des grands lacs,
- Dominique Dussol (1952-), professeur d'histoire de l'art français et spécialiste de la peinture des XIXe et XXe siècles,
- Denys de Béchillon (1961-), membre de la commission des 13 sages sur la réforme à apporter aux institutions de la Ve république, professeur des universités en droit public, directeur de l'école doctorale Sciences sociales et humanités et du Conseil de la recherche de la faculté de droit, d'économie et de gestion de 2003 à 2007,
- David Diop (1966-), Maître de conférences en littérature française du XVIIIe siècle depuis 1998, prix Goncourt des lycéens 2018 pour Frères d'Âmes (Seuil),
- Jean-Paul Céré (1967-), juriste et maître de conférences en droit.
- Pierre Vilar (1965-), critique littéraire

### Étudiants
- Alain Vidalies (1951-), secrétaire d'État chargé des transports, de la mer et de la pêche dans le gouvernement Valls II,
- Martine Lignières-Cassou (1952-), députée-maire de Pau, titulaire d'un Diplôme d'études approfondies (DEA) de géographie et d'une licence de sociologie,
- Jean-Pierre Bouchard (1955-), psychologue et criminologue, après avoir validé un diplôme d'études approfondies en droit (spécialité « criminologie et pénologie ») à l'université de Bordeaux devient docteur en droit (spécialité « droit pénal et sciences criminelles ») à l'université de Pau et des pays de l'Adour,
- Pascal Drouhaud (1965-), directeur adjoint pour les Amériques, l'Espagne et le Portugal à la direction internationale du groupe industriel Alstom, diplômé d'une maîtrise d'histoire contemporaine,
- Jean-Michel Aphatie (1958-), journaliste politique, titulaire d'une maîtrise en droit public à l'UPPA et diplômé de l'IUT de journalisme de Bordeaux,
- Isabelle Ithurburu (1983-), journaliste sportive.

## Identité visuelle

Logo de l’UPPA entre 2002 et 2014.
Logo de l’UPPA depuis 2014.

Le logo a changé le 2 septembre 2014. Comme indiqué sur la page de présentation du nouveau logo :

« Les couleurs du nouveau logo évoquent notre environnement géographique, entre mer et montagne. Le bleu de l’océan incarne nos campus de Bayonne et d'Anglet. Le vert, couleur de l’environnement, caractérise les pelouses de notre campus de Pau, la forêt des Landes du campus de Mont-de-Marsan et les Pyrénées du campus de Tarbes. Les « pixels » illustrent les différentes compétences de l’université qui s’unissent pour constituer une structure ouverte vers l’avenir. Ils symbolisent également le maillage avec notre territoire, la modernité et les nouvelles technologies. Les lettres U et N du mot « université » dessinent les symboles mathématiques « union » et « intersection » pour former les maillons d’une chaîne. »